# Aram (persoon)
Aram (Aramees: ܐܪܡ; Hebreeuws: אֲרָם, Aram, "hoogte", "hoge streek", "hoogland") was volgens de volkenlijst in Genesis 10:22 een van de vijf zoons van Sem.
In de 1e eeuw schreef Flavius Josephus over een legendarisch, apocrief verhaal waarin wordt beweerd dat de zonen van Sem de stamvaders waren van verschillende volken, Aram van de Arameeërs. De Arameeërs leefden in het noordelijkste deel van Mesopotamië (ook aangeduid als Aram-Naharaim, "Aram tussen de rivieren") en noordelijk Syrië. In de Hebreeuwse Bijbel worden vaker persoonsnamen ook gebruikt als landsnaam of plaatsnaam, zoals Israël (een andere naam voor Jakob), Nahor en Charan. In sommige Bijbelvertalingen wordt de streeknaam Aram vertaald als Syrië en Arameeër als Syriër.

## Andere personen die Aram heetten
Verder komen personen met de naam Aram voor in Genesis 22:21, 1 Kronieken 2:23 en 1 Kronieken 7:34.
Volgens het Nieuwe Testament heette een voorvader van Jezus ook Aram (Matteüs 1:3,4).